# Prawowierny Kościół Greckokatolicki
Ukraiński Prawowierny Kościół Greckokatolicki, UOGCC (ukr. Українська Правовірна Греко-Католицька Церква) – sedewakantystyczna wspólnota unitów powstała w 2008 roku na Ukrainie. Nazywana również grupą Antonina Dohnala lub dohnalowcami (ukr. догналівці). 
Głównym centrum religijnym odłamu był klasztor bazyliański Zwiastowania Najświętszej Maryi Panny w Podhorcach. Na czele wspólnoty stoją byli mnisi pochodzenia czeskiego, słowackiego i ukraińskiego nazywani ojcami podhoreckimi. Odnoszą się oni krytycznie do wszelkich reform w Kościołach greckokatolickich w związku z czym od początku XXI wieku znajdują się w ciągłym konflikcie z hierarchią Kościoła katolickiego.   
W 2008 r. po niekanonicznej konsekracji biskupiej czterech ojców podhoreckich Ukraiński Kościół Greckokatolicki uznał grupę za schizmatycką. Podobne stanowisko zajęła Stolica Apostolska, która odmówiła uznania denominacji za katolicką i ekskomunikowała czterech jej biskupów. W ostatnich latach kierownictwo grupy nałożyło anatemę na wszystkich katolickich biskupów na świecie, w tym na papieża Benedykta XVI i jego poprzednika Jana Pawła II. Jednocześnie ojcowie podhoreccy dnia 7 kwietnia 2011 roku ogłosili utworzenie Bizantyjskiego Katolickiego Patriarchatu, który składa się z niekanonicznie wyświęconych biskupów pod przewodnictwem Antonina Dohnala. 
Wspólnota znana jest z organizowania częstych manifestacji i procesji w największych miastach Ukrainy (głównie we Lwowie).